# Microentreprise
Die Microentreprise ist eine französische Gesellschaftsform (vgl. Rechtsform). Konzipiert wurde diese Gesellschaftsform für Kleinstbetriebe, oder insbesondere auch für Arbeitnehmer, die sich selbständig machen möchten. Auf europäischer Ebene hat die Europäische Kommission 1996 diese Gesellschaftsform anerkannt.
Anforderungen an eine Microentreprise:
- Es dürfen maximal 10 Arbeitnehmer beschäftigt sein,
- es darf ein maximales Firmenkapital von 2 Millionen Euro bestehen, und
- ein jährlicher Gewinn von 2 Millionen Euro darf nicht überschritten werden.

Das besondere an dieser Gesellschaftsform ist, dass Microentreprises von der Mehrwertsteuer befreit sind und dass ein bestimmter Umsatz steuerbefreit verdient werden kann. Der Umsatz kann dann einfach innerhalb des Freibetrages auf der normalen und für jeden Arbeitnehmer ohnehin anfallenden Einkommensteuererklärung (vgl. Steuererklärung) angegeben werden. Als weitere Besonderheit, muss keinerlei Buchführung betrieben werden, was die Führung einer Microentreprise erleichtert und zusätzlich zu den steuerlichen Vorteilen Kosten senkt.
Absetzbar sind beispielsweise bei Dienstleistern bei 52 Prozent der Einkünfte, bei Verkaufstätigkeiten (Einzelhandel) sogar bei 72 Prozent.
Der zulässige absetzbare Umsatz ist nämlich auf 27.000 Euro (Dienstleister) bzw. 76.300 Euro (Verkauf) beschränkt. Dies wird pro Kalenderjahr berechnet. Werden diese Höchstgrenzen überschritten, kommt es zu keinerlei steuerlichem Freibetrag mehr und der gesamte Umsatz muss versteuert werden.
Hier liegt ein wesentlicher Nachteil der Microentreprise, da aufgrund von der dann entstehenden Steuerlast, ein hohes Risiko für einen finanziellen Ruin liegt, obwohl bzw. gerade weil die Gesellschaft gut läuft.
Mit der Microentreprise wird aufgrund dieses Systems eine Hintertür für betrügerische Handlungen geöffnet, da z. B. versucht wird, die Gewinne steuerlich auf verschiedene Steuererklärungen von Mitarbeitern etc. aufzuteilen.